# Dmitri Konovàlov
Dmitri Petróvitx Konovàlov, rus: Дмитрий Петрович Конова́лов, nascut a Ivanovka, Gubèrnia de Iekaterinoslav, Imperi Rus, (actualment Província de Dnipropetrovsk, Ucraïna) el 10 de març de 1856 i traspassat a Leningrad, URSS, el 6 de gener 1929, fou un destacat químic físic rus.

## Biografia
Konovàlov era fill d'una família noble i adquirí una excel·lent educació. El 1866 començà els seus estudis secundaris a l'Institut d'Ekaterinoslav i els acabà el 1873 amb medalla d'or. Es graduà a l'Institut de Mines de Sant Petersburg el 1878. Amplià estudis a Estrasburg, Alemanya, amb el físic August Kundt el 1880. Fou alumne d'Aleksandr Butlerov, de Nikolai Menxutkin, i de Dmitri Mendeléiev, i successor d'aquest en el departament de química inorgànica de la Universitat de Sant Petersburg, de la qual era professor des del 1886.
Konovàlov fou el director de l'Institut de Mines de Sant Petersburg del 1904 i des de 1907 director del Departament del Govern de Mines. Fou viceministre de Comerç i Indústria des de 1908 fins al 1915. El 13 de gener 1923 fou elegit membre de l'Acadèmia Soviètica de Ciències. Durant el període 1922-1929 Konovàlov fou president de l'Oficina de Pesos i Mesures a Leningrad i membre de l'Oficina Internacional de Pesos i Mesures. Des 1890-1904 Konovàlov fou president de la divisió química de la Societat Russa Tècnica. El 1893 participà en l'organització de la secció de química del pavelló de Rússia a l'Exposició Colombina de Chicago.

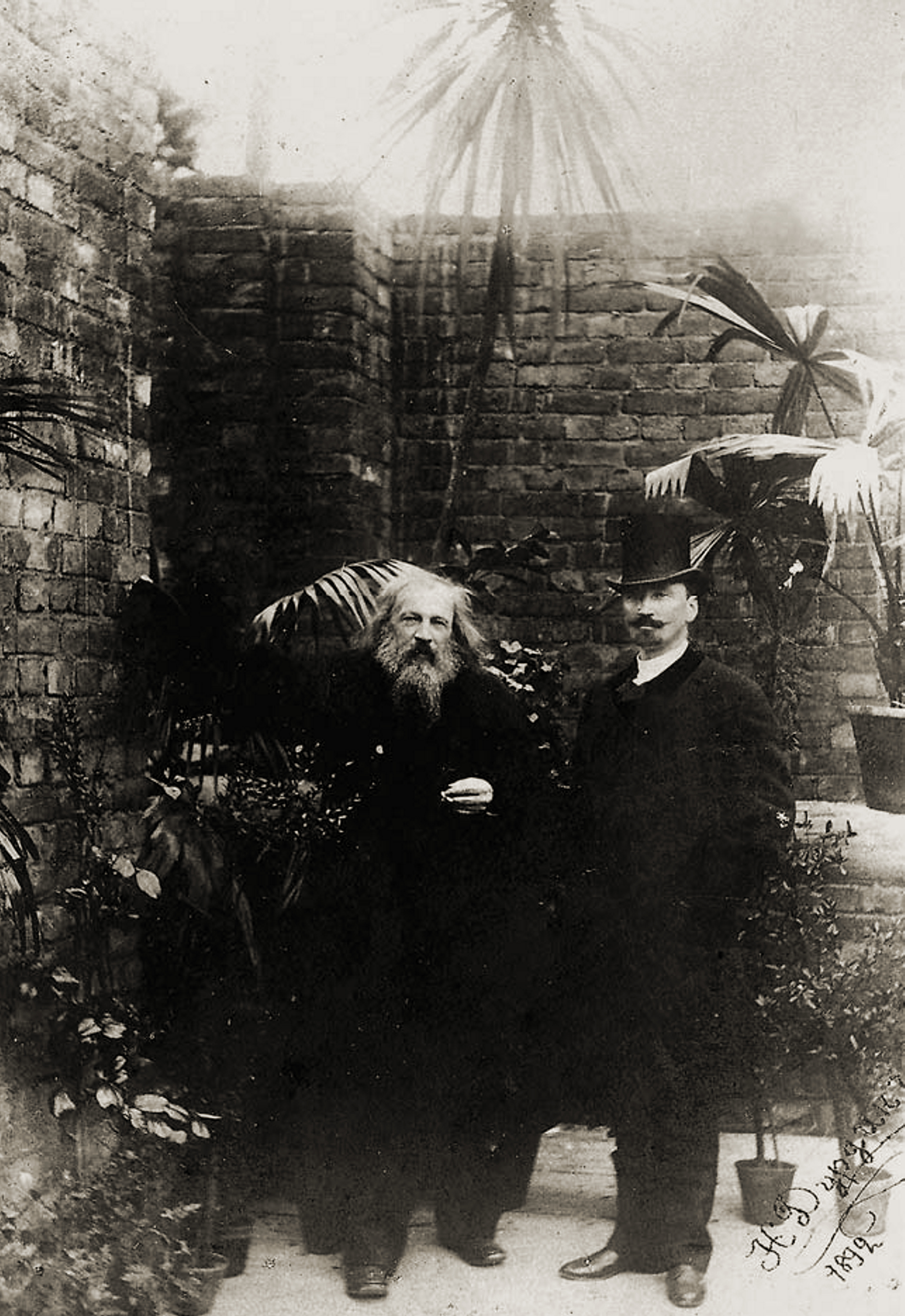
Mendeléiev i Konovàlov en una fotografia del 1902

## Obra
Les investigacions principals de Konovàlov les realitzà en el camp de la teoria de dissolucions, la cinètica química i la catàlisi. Desenvolupant la idea de Mendeléiev de la interacció entre el solut i el dissolvent, estudià la pressió de vapor de solucions de líquids en líquids. Abans del treball de Konovàlov, la ciència només tenia informació fragmentària sobre la pressió de vapor de sistemes líquids, subministrat per Regnault i Roscoe. Konovàlov definí les condicions de destil·lació d'una mescla de líquids amb relació a la forma de les corbes de pressió de vapor. El 1884 establí que, en comparació amb la dissolució, el vapor conté una gran quantitat del component més volàtil. En els punts corresponents als valors màxim i mínim de la corba que expressa la pressió de vapor en funció de la composició percentual d'un líquid, el vapor té precisament la mateixa composició que el líquid. El 1884 recollí els seus estudis en un llibre titulat "Sobre la Pressió de vapor de les dissolucions" on declarà les bases científiques de la teoria de la destil·lació de solucions, que feu possible els processos industrials associats a la destil·lació. Aquestes investigacions foren confirmades en els treballs posteriors de Pierre Duhem, Margules, Max Planck i de Van der Waals.
El 1890 Konovàlov donà una definició general termodinàmica de la pressió osmòtica, segons la qual l'equilibri osmòtic és "la igualtat de la pressió de vapor a banda i banda d'una membrana". Aquesta definició serví de base per al càlcul del valor de la pressió osmòtica. Konovàlov introduí el mètode de conductivitat elèctrica en l'estudi de la interacció dels components dels sistemes de dos líquids (1890-1898). Descobrí un tipus especial d'electròlits, el solvoelectrolits, que inclouen l'àcid acètic i anilina.
Sobre la teoria físico-química de la catàlisi introduí, el 1885, el concepte d'àrea de superfície activa, que tingué un paper important en el desenvolupament de la teoria de la catàlisi heterogènia. En un estudi de la formació i descomposició dels èsters complexos en la seva fase líquida el portà a una conclusió, expressada en la fórmula de la taxa de reaccions autocatalítica, on dx / dt representa la quantitat relativa de x èster descompost en el temps t i xo és la concentració inicial d'àcid acètic. Una fórmula similar fou deduïda per Wilhelm Ostwald el 1888 per a la saponificació de metilacetat. La fórmula de Ostwald-Konovàlov, que expressa la llei fonamental de l'autocatàlisi, s'ha convertit en fonamental en la literatura de la cinètica química.
El 1923 Konovàlov deduí una fórmula per calcular l'entalpia de combustió de substàncies orgàniques.